# Bad Münstereifel
Bad Münstereifel (pronunciación en alemán: /baːt mʏnstɐˈʔaɪ̯fl̩/ⓘ) es un municipio situado en el distrito de Euskirchen, en el estado federado de Renania del Norte-Westfalia (Alemania), con una población a finales de 2016 de unos 17 291 habitantes.
Se encuentra ubicado al suroeste del estado, en la región de Colonia, en la cordillera de Eifel, cerca de la frontera con Bélgica y el estado de Renania-Palatinado.

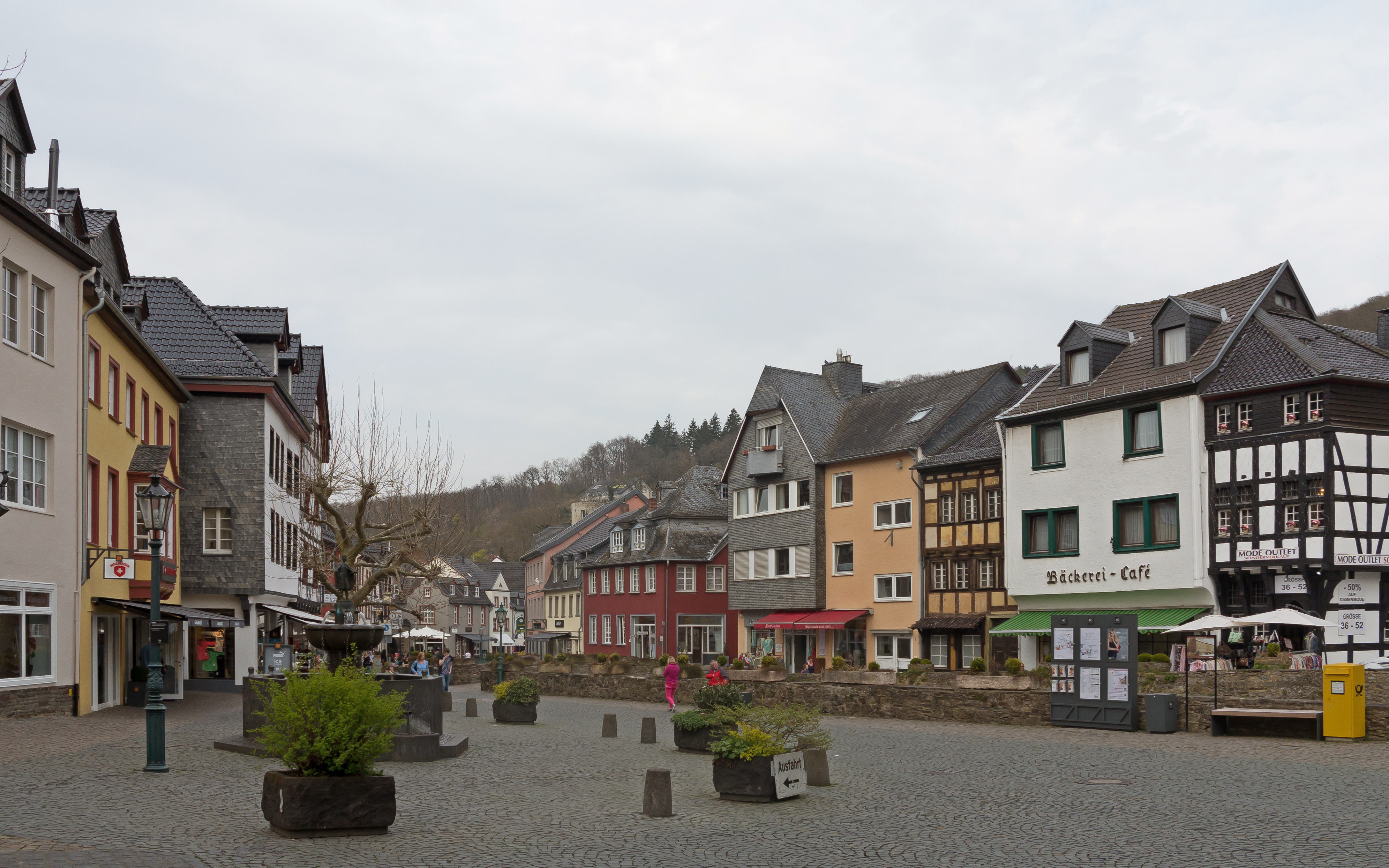
Vista del Mercado
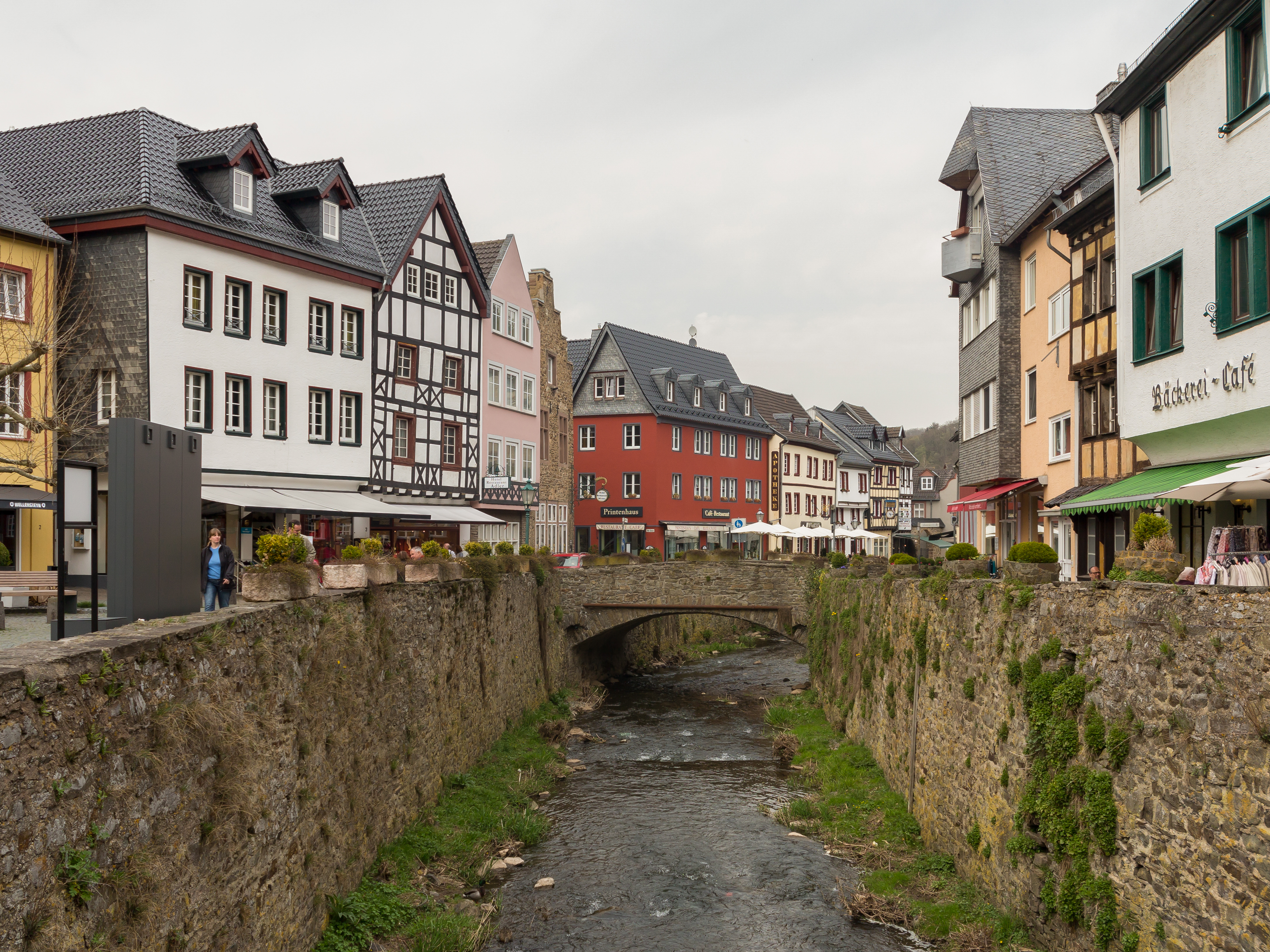
Vista en la calle (Wertherstrasse y Erft)
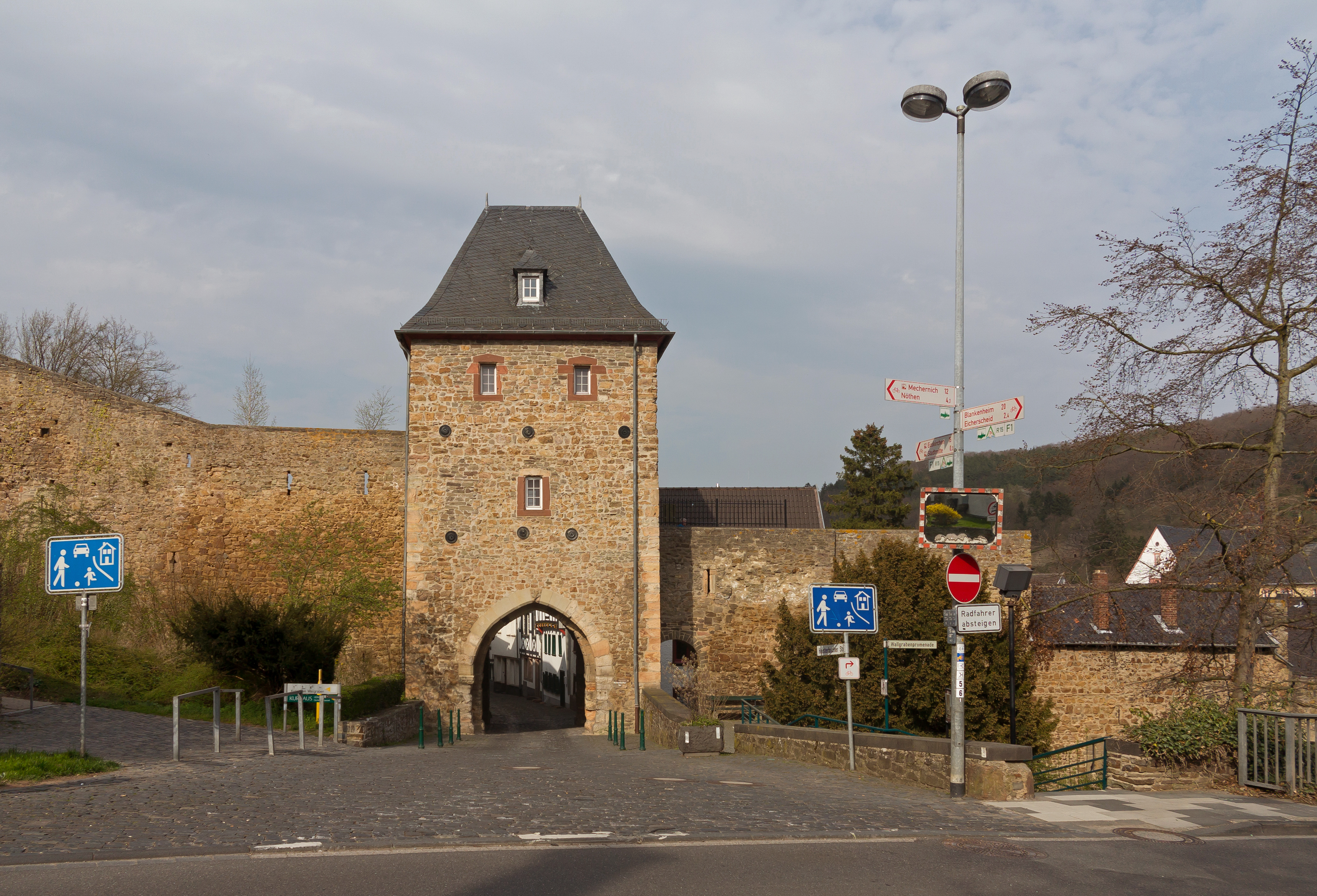
La puerta: Heisterbacher Tor